# Feest van de Goddelijke Barmhartigheid

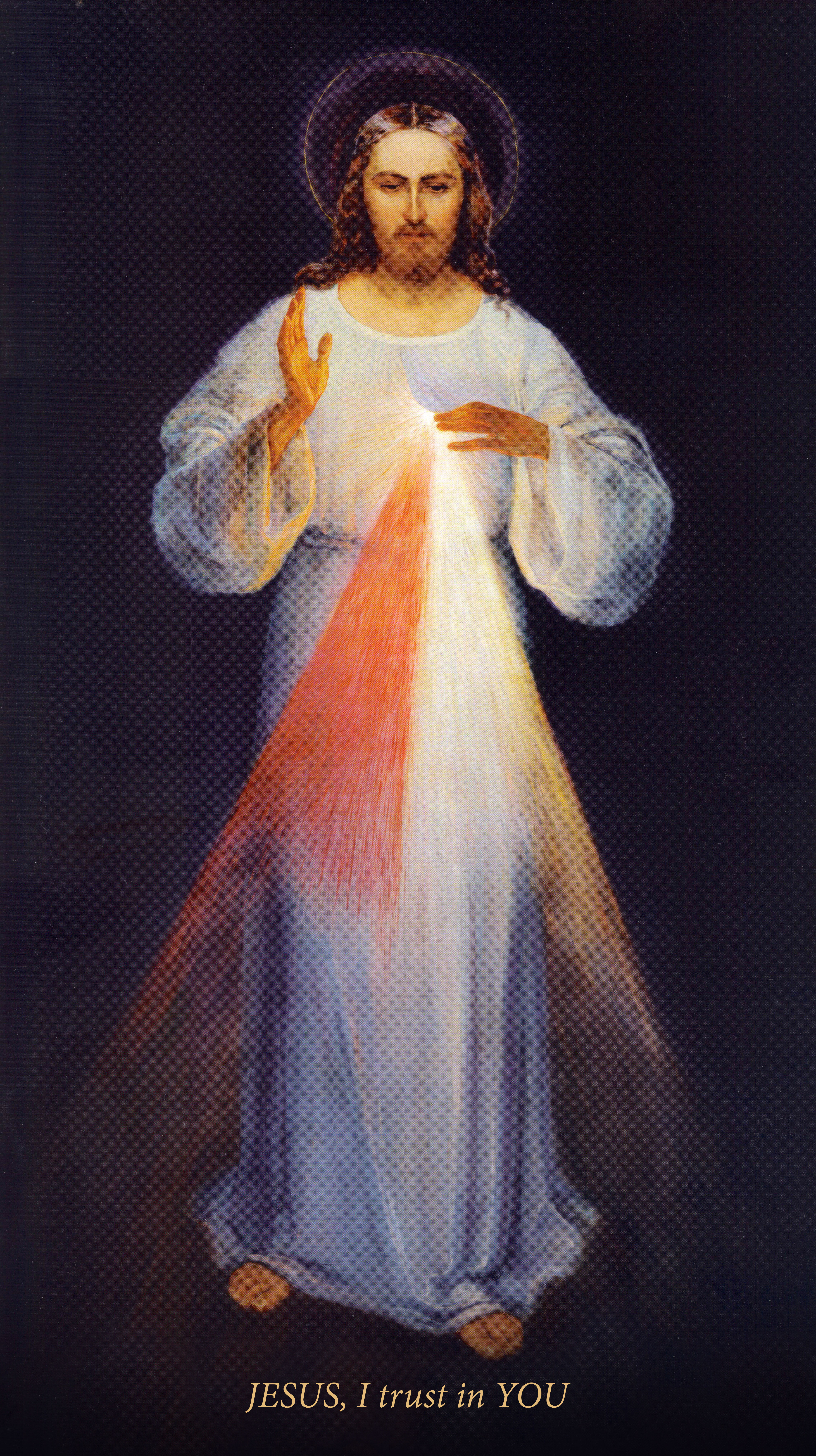
De afbeelding van De Goddelijke barmhartigheid, die is gebaseerd op de toewijding van de heilige Faustina Kowalska. (Kazimirowski, 1934)

De Zondag van de Goddelijke Barmhartigheid wordt sinds 2005 gevierd op initiatief van paus Johannes-Paulus II op de tweede paaszondag binnen de Rooms-Katholieke Kerk. Deze dag is beter bekend als Beloken Pasen.
De devotie van de Goddelijke Barmhartigheid heeft al een lange historie. De devotie kreeg dankzij de Poolse heilige Maria Faustina Kowalska in de jaren jaren dertig een impuls en begon zich langzaam te verspreiden. Toen de zuster in het jaar 2000 heilig werd verklaard door paus Johannes-Paulus II, bepaalde hij tevens dat de tweede paaszondag de naam "Zondag van de Goddelijke Barmhartigheid" zou krijgen.
Op deze zondag wordt in de liturgie en vooral in de Eucharistie de goddelijke Barmhartigheid gevierd, waarmee God in zijn goedheid zijn eniggeboren Zoon als Verlosser heeft geschonken, opdat, door het paasmysterie van zijn Zoon Jezus Christus, de mensheid het eeuwig leven kan verwerven en opdat zijn aangenomen kinderen, door het ontvangen van zijn barmhartigheid, zijn lof verkondigen tot aan het uiteinde der aarde.